# Catacombe de Priscille

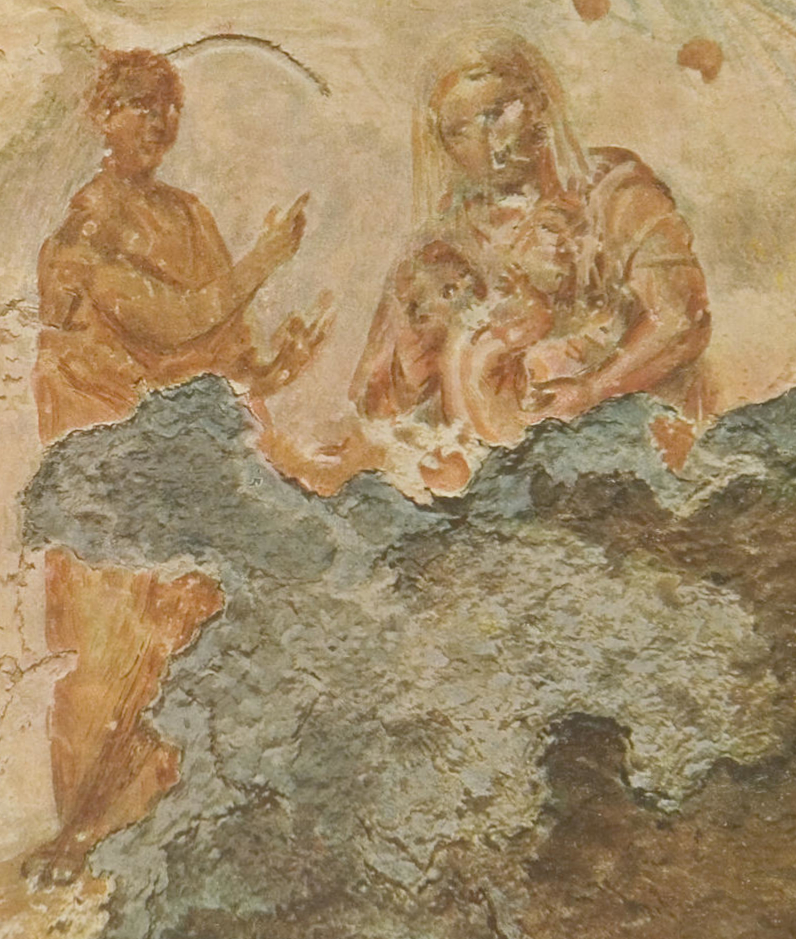
La catacombe de Priscille.

La catacombe de Priscille est l'une des plus anciennes et plus vastes catacombes de Rome. Surnommée la regina catacumbarum ("reine des catacombes) en raison du grand nombre de martyres qui y ont été enterrés, elle est située sur la Via Salaria, dans le quartier de Trieste.
Elle est notamment connue pour avoir été le lieu de sépulture de la mystérieuse sainte Philomène, dont le culte a connu une grande popularité au XIXe siècle, suite notamment au prestige du saint Curé d'Ars et de la bienheureuse Pauline Jaricot, qui la priaient particulièrement.

## Le nom
Le "Cimetière de Priscilla" était le nom donné par les chrétiens de Rome antique à cette propriété au cours des premiers siècles de l'existence de l'Église. 
Les découvertes archéologiques de Giovanni Battista De Rossi, confrontées à des textes chrétiens tantôt scripturaires, tantôt relevant de l'hagiographie tardive et apocryphe, ont donné lieu à une hypothèse qui n'est plus défendue aujourd'hui : le nom du cimetière, qui va ensuite s'étendre dans une catacombe, aurait renvoyé à la mère de Pudens, un sénateur romain converti au christianisme, bien que l'identité exacte de ce Pudens soit sujette à débat. En effet, certains ont imaginé, à la fin XIXe siècle, qu'il s'agissait du personnage converti par l'apôtre Pierre (Deuxième épître à Timothée, IV, 21), tandis que d'autres estimaient qu'il pouvait s'agir de son fils ou de l'un de ses neveux, également appelé Pudens. Une hagiographie tardive dépourvue d'autorité attribue à ce Pudens une mère nommée sa mère Priscilla, ainsi que deux filles Pudentiana et Praxedis qui auraient été enterrés dans ce cimetière : il s'agit des Actes des saintes Pudentiana et Praxedis (BHL 6988-89 ; texte apocryphe), qui mentionnent que Pastor, frère du «pape» Pie Ier (140-142 à 155), aurait enseveli l'une des filles de Pudens, avec l'aide de Praxedis, sa sœur survivante, en plaçant son corps à côté de celui de son père dans le cimetière de Priscilla sur la Via Salaria. Cette disposition aurait tendu à indiquer que la Priscilla à qui le cimetière doit son nom était la mère de Pudens. De cet enchaînement d'hypothèses fondées sur des textes controuvés, il ne reste plus rien depuis l'examen de la question par l'hagiologie critique.
Une inscription funéraire du IIe siècle trouvée et conservée dans la catacombe [M. ACILIVS V... / C.V. / PRISCILLA C. (f.)] prouve qu'une Priscilla (ici définie comme clarissima femina) était l'épouse d'un membre de la famille sénatoriale des Acilii ; cette personne, ou une sienne descendante, pourrait être la fondatrice du cimetière ou bien la donatrice du terrain sur lequel il a été construit.

## Historique
Développée entre les IIe et Ve siècles, il s’agissait au IIe siècle d'une propriété privée appartenant à la famille sénatoriale des Acilii. À cette famille appartenait la donatrice de la terre, la noble dame Priscilla, dont la mémoire est célébrée le 16 janvier dans le martyrologe romain, qui la définit comme une bienfaitrice de la communauté chrétienne de Rome. À partir de la fin du IIe siècle, ce qui était initialement un cimetière va se développer comme un hypogée souterrain. Cette extension a lieu dans une carrière qui fut utilisée par les chrétiens pour leurs sépultures.
On y trouve les sépultures de nombreux chrétiens dont des dizaines de martyrs ainsi que quelques papes. 

### La sépulture de sainte "Philomène"
Le 24 mai 1802, alors qu’on recherchait des tombes de martyrs romains dans les catacombes de Priscille, on découvrit le tombeau fermé par une plaque portant le nom, ou le surnom, de Filumena (du grec φιλουμένη, « bien-aimée »), à partir duquel on imagina, dans les années qui suivirent, le personnage d'une vierge martyre sainte Philomène, totalement ignorée de la documentation historique ou liturgique. Dans une note de son ouvrage consacré à Jean-Marie Vianney, Mgr René Fourrey précise que la sépulture était fermée de trois briques portant peinte en rouge l'inscription suivante : LVMENA PAXTE CVMFI. On pensa lors de la découverte que l'ordre des mots avait été inversé ; on le rétablit et on lut : PAX TECVM FILVMENA ("la paix soit avec toi, Philomène"). Mais une étude plus poussée montra que la sépulture était postérieure à l'époque des persécutions. La distribution désordonnée des lettres indiquaient à l'évidence que les fossoyeurs avaient utilisé des matériaux laissés à l'abandon. La Congrégation des Rites a éliminé le 14 février 1961 la fête de "Sainte Philomène" de tous les calendriers.

## Liste des 7 papes inhumés
Voici la liste des sept souverains pontifes qui ont été enterrés à l'origine dans la catacombe de Priscille:
1. Marcellin (29e pape de 296 à 304)
2. Marcel Ier (30e pape de 308 à 309)
3. Sylvestre Ier (33e pape de 314 à 335)
4. Libère (36e pape de 352 à 366)
5. Sirice (38e pape de 384 à 399)
6. Célestin Ier (43e pape de 422 à 432)
7. Vigile (59e pape de 537 à 555)

## Fresques
Du fait de l'importance des inhumations chrétiennes dans la catacombe de Priscille, le décor de la catacombe est marquée par de nombreuses fresques chrétiennes datées du IIIe siècle.

### Lecubiculumde laVelatio
Ainsi, dans le cubiculum de la Velatio ("la prise de voile"), on trouve la représentation de la défunte en posture d'orante (les bras levés et le visage tourné vers le ciel), au centre de la voute et vêtue d'une tunique ample et d'un voile, accompagnée de colombes, de la figure du Bon Pasteur, de l'épisode du sacrifice d'Abraham, des Trois Hébreux dans la fournaise et de Jonas et le monstre marin. 
Dans l'iconographie chrétienne, les colombes, qui apparaissent souvent dans l'Ancien et le Nouveau Testament, sont le symbole des anges ou de l'Esprit Saint. L'association des différentes scènes constitue un programme cohérent. En effet, l'épisode du sacrifice d'Isaac, à gauche de la défunte, est une préfiguration du sacrifice du Christ, fils de Dieu livré en sacrifice aux hommes. De même, l'épisode de Jonas, avalé puis recraché par un monstre marin, évoque la résurrection et la renaissance du Christ. Enfin, l'épisode des trois Hébreux dans la fournaise est un paradigme de Salut. 
Toutes ces scènes sont dessinées au trait et colorées de grands aplats de couleurs. Elles sont réduites aux seuls éléments permettant la compréhension immédiate de la scène, ce qui est une caractéristique de l'art paléochrétien. C'est dans ces catacombes qu'apparaît les premières formes d'utilisation de la doctrine typologique.

### La chapelle grecque
On peut également observer ces caractéristiques dans la chapelle grecque de la catacombe, où on retrouve une représentation de l'épisode de Suzanne et les vieillards, qui est également un paradigme de Salut.